# Chrysler Turbo Convertible by Maserati
La Chrysler TC (Turbo Convertible) è una vettura sviluppata dalla Maserati per la Chrysler e assemblata negli stabilimenti Innocenti di Milano Lambrate dal 1989 al 1991.
Fu presentata nel 1986 al salone dell'auto di Los Angeles, ma venne commercializzata solo a fine 1989.
Nonostante il classico pentagono Chrysler fosse stato modificato per contenere un tridente, questa vettura di Maserati aveva ben poco, infatti il telaio era quello della Dodge Daytona accorciato, lo schema era motore anteriore-trazione anteriore, i motori erano un 4 cilindri 16 valvole Chrysler da 2200 cm³ dotato di turbocompressore IHI e un V6 Mitsubishi da 3000 cm³ da 141 CV.
Le modeste prestazioni, unite alla cattiva immagine percepita dagli americani per il marchio Maserati (che in quel periodo era stato sovente all'onore della cronaca per le Biturbo catalizzate che tendevano a incendiarsi), fecero sì che dalle 7.000 vetture annue previste si riuscì a venderne con molta fatica solo 7.300 in due anni e mezzo.
La maggiore avversaria della TC era la Buick Reatta un'altra berlinetta con motore anteriore e trazione anteriore dotata di motore a 6 cilindri, come la TC era parzialmente costruita a mano. La vettura per certi versi più simile alla TC era la Cadillac Allanté, altra vettura sviluppata in Italia da Pininfarina e parzialmente costruita a mano nel belpaese (le carrozzerie venivano costruite a Torino e spedite con uno speciale Boeing 747 ad Hamtramck, nel Michigan, dove venivano montate sui telai).